# Aloe florenceae
Aloe florenceae ist eine Pflanzenart der Gattung der Aloen in der Unterfamilie der Affodillgewächse (Asphodeloideae). Das Artepitheton florenceae ehrt Florence Razafindratsira, die Frau von Alfred Razafindratsira, der die Art entdeckte.

## Beschreibung

### Vegetative Merkmale
Aloe florenceae wächst stammlos, ist nur spärlich verzweigt und bilden Klumpen von bis zu fünf Rosetten. Die bis zu 40 dreieckigen, spitzen Laubblätter sind aufsteigend oder aufrecht. Ihre dunkelgrüne bis bräunliche Blattspreite ist 3 bis 4 Zentimeter lang und 0,9 bis 1,1 Zentimeter breit. Sie ist mit Warzen bedeckt, von denen jede eine 0,75 Millimeter lange  Papille trägt. Die weichen Zähne am Blattrand sind 1 Millimeter lang und stehen 1,2 Millimeter voneinander entfernt.

### Blütenstände und Blüten
Der einfache Blütenstand erreicht eine Länge von 30 Zentimeter. Die kurz konischen Trauben bestehen aus acht bis 22 Blüten. Die weißlichen, braunnervigen, lanzettlichen Brakteen weisen eine Länge von 22 Millimeter auf und sind 10 Millimeter breit. Die cremefarbenen bis rosabraunen, zylindrischen, leicht gebogenen Blüten stehen an sehr kurzen Blütenstielen. Die Blüten sind 27 bis 30 Millimeter lang und weisen einen Durchmesser von 5 Millimeter auf. Ihre äußeren Perigonblätter sind auf einer Länge von 10 bis 12 Millimetern nicht miteinander verwachsen. Die Staubblätter ragen kurz und der Griffel ragt 6 Millimeter aus der Blüte heraus.

## Systematik und Verbreitung
Aloe florenceae ist auf Madagaskar im westlichen Teil des zentralen Hochlands verbreitet.
Die Erstbeschreibung durch John Jacob Lavranos und Thomas A. McCoy wurde 2004 veröffentlicht.

## Nachweise